# ماریون کرینر
ماریون کرینر (انگلیسی: Marion Kreiner؛ زادهٔ ۴ مهٔ ۱۹۸۱) اسنوبردسوار اهل اتریش است.